# Львица из Гобедры

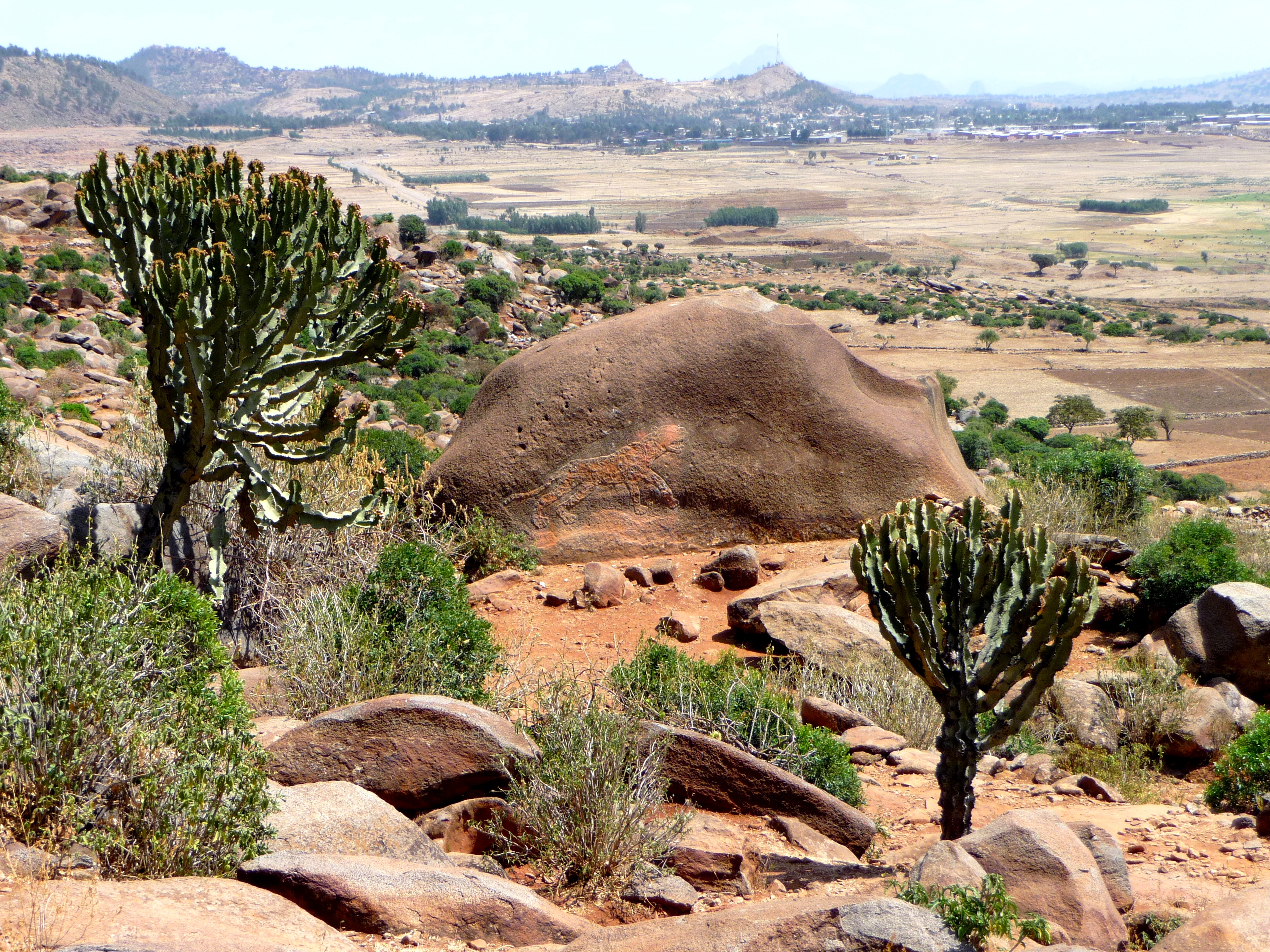
Львица из Гобедры

Льви́ца из Гобе́дры — изображение припавшей к земле львицы, длиной около 3 метров, рельефно высеченное на выходящем на поверхность крупном пласте горной породы. Впервые описанное немецкими археологами в 1913 году, это высеченное в камне изображение находится в Гобо Дура (Гобедра) в двух километрах западнее города Аксум (Эфиопия).
Причина появления этого одиноко расположенного вырезанного в камне изображения неизвестна, хотя высказывалось множество предположений. Согласно местной легенде, пересказанной Филиппом Бриггсом (Philip Briggs), в этом месте на Архангела Михаила напал лев, и «он отразил льва с такой силой, что на камне остался отпечаток». Недалеко отсюда находится карьер, где, как полагают, высекали стелы, которые украшают Аксум, и там есть частично высеченный образчик такой стелы.